# Jorge Aguilera
Jorge Aguilera, född den 16 januari 1966 i Frank País, Kuba, är en kubansk friidrottare inom kortdistanslöpning.
Han tog OS-brons på 4 x 100 meter stafett vid friidrottstävlingarna 1992 i Barcelona. 